# Universidad Federal de Catalão
La Universidad Federal de Catalão (UFCAT) es una institución de educación superior pública federal de Brasil, con sede en la ciudad de Catalão, estado de Goiás. Fue creada el 20 de marzo de 2018 después del desmembramiento de la Universidad Federal de Goiás. Es una de las tres universidades federales en el estado, junto a la Universidad Federal de Goiás (UFG) y la Universidad Federal de Jataí (UFJ).

## Historia
El 20 de diciembre de 1982, la Universidad Federal de Goiás (UFG) y el Municipio de Catalão firman un acuerdo que prevé la instalación de una sede de la universidad en el municipio. El 7 de diciembre de 1983, mediante Decreto N.º 189, la Unidad Académica de Catalão de la UFG se convirtió en Campus Avanzado en el espacio que alojaba al Centro de Formación de Docentes de Primaria (1966-1983).
En 1986, la UFG y el Municipio de Catalão firmaron otro convenio para comenzar a ofrecer carreras de grado en Geografía y Letras. Aún sin tener las condiciones adecuadas (infraestructura, personal y recursos) se implementaron nuevas carreras entre 1988 y 1991, tales como Matemáticas y Pedagogía (1988), Educación Física (1990) e Historia (1991). Más adelante se agregó el curso de Informática (1996).
Durante el siglo XXI, el Campus Catalão agregó diversas carreras de pregrado, entre ellas: Administración, Ciencias Biológicas, Química y Física (2006); Psicología (2007); Ingeniería de Minas, Ingeniería Civil e Ingeniería de Producción (2008); Enfermería, Ciencias Sociales y Matemáticas Industriales (2009). En 2013 se implementó  Administración Pública. En el año 2014 se inicia la modalidad de enseñanza a distancia. En 2016 se implementa el curso de Medicina, que en 2019 inicia con su primera clase.
A partir de 2008 se inician los cursos de posgrado con el máster en Geografía. Los siguientes máster se agregarían en 2011 (Estudios del Lenguaje y Educación), 2012 (Gestión Organizacional y Matemáticas), 2013 (Enseñanza de Física y Química), 2014 (Modelado y Optimización, e Historia), y en 2017 (Ingeniería de Producción). En 2015, comienza el doctorado de Ciencias Exactas y Tecnológicas (2015). Tres años después, inicia el doctorado en Química.

## Campus
El Campus de la Universidad Federal de Catalão se ubica en el municipio de Catalão. Ocupa un área total de 89 992,50 m² y un área construida de 20,000 m² (2009), distribuidos entre aulas académicas, salones para maestros, oficinas, edificios de los laboratorios, museo de geología, auditorio y bibliotecas.

## Áreas académicas

### Pregrado
| Área               | Programas académicos |
| ------------------ | --- |
| Ciencias sociales  | - Administración - Ciencias Sociales - Educación rural - Historia - Letras - Portugués - Letras - Portugués/Inglés - Pedagogía - Psicología                                               |
| Ciencias naturales | - Ciencias biológicas - Educación Física - Enfermería - Ingeniería Civil - Ingeniería de Minas - Ingeniería de Producción - Ingeniería Mecánica - Física - Geografía - Medicina - Química |
| Ciencias formales  | - Ciencia de la computación - Matemática - Matemática Industrial |

### Posgrado
| Área       | Programas académicos |
| ---------- | --- |
| Maestrías  | - Educación - Ingeniería civil - Ingeniería de Producción - Enseñanza de Física - Estudios de idiomas - Geografía - Gestión organizacional - Historia - Matemáticas - Modelado y optimización - Química |
| Doctorados | - Ciencias Exactas y Tecnológicas - Estudios del Lenguaje - Química |